# Aad de Mos
Aad de Mos, född 27 mars 1947, är en nederländsk fotbollstränare.
Aad de Mos var tränare för det emiratiska landslaget 2004–2005.